# Phrissura cynis
Phrissura cynis is een vlindersoort uit de onderfamilie Pierinae van de familie van de witjes (Pieridae).
De wetenschappelijke naam van de soort werd in 1866 gepubliceerd door William Chapman Hewitson.